# Vladimir Levenshtein
Vladimir Iossifowitsch Levenshtein (russo: Владимир Иосифович Левенштейн, Transliteração em Vladimir Iosifovič Levenštejn; 1935) é um matemático russo.
Inventou a distância de Levenshtein em 1965. Ensina e pesquisa em Moscovo no Instituto Mstislav Keldysh de matemática aplicada.